# Igreja Presbiteriana Vanguarda
A Igreja Presbiteriana Vanguarda - em inglês Vanguard Presbyterian Church - , anteriormente conhecida como Presbitério Vanguarda, é uma denominação presbiteriana, formada em 2020, por igrejas que se separam da Igreja Presbiteriana na América (IPA), devido a conflitos quando a aplicação da disciplina eclesiásticas e a acusação de que a IPA tornou-se excessivamente hierárquica.

## História
Em 2018 a Igreja Presbiteriana Memorial de St. Louis, uma igreja local federa à Igreja Presbiteriana na América, iniciou a Conferência Revoice, destinada a pessoas atraídas sexualmente por outras pessoas do mesmo sexo. A conferência defendeu que o sexo só deve ser praticado no casamento e que o casamento cristão é apenas entre homem e mulher. Portato, os cristãos atraídas sexualmente por outras pessoas do mesmo sexo deveriam ser celibatários.
Todavia, defendeu-se que os cristãos atraídas sexualmente por outras pessoas do mesmo sexo poderiam se identificar como gays, lésbicas ou bissexuais, já que a atração sexual seria elemento essencial da identidade do indivíduo. Tal posicionamento foi alvo de controvérsia e as decisões quanto a disciplina eclesiástica foram motivo de conflito.
Um grupo de igrejas descontentes separou da Igreja Presbiteriana na América e formou o Presbitério Vanguarda. A primeira Assembleia Geral da denominação ocorreu em  30 de julho de 2020.
Após a formação do Presbitério Vanguarda, a Igreja Presbiteriana Reformada nos Estados Unidos - outra denominação dissidente da Igreja Presbiteriana na América, formada em 1983 - foi dissolvida e suas igrejas locais se uniram à nova denominação.
Posteriormente, a denominação adotou o nome Igreja Presbiteriana Vanguarda. Em 2023, a denominação havia crescido para 22 igrejas, em 11 estados dos Estados Unidos e no Canadá.

### Separações
Em 2022, um grupo de igrejas se separou do Presbitério Vanguarda. A principal razão para a divisão foi o desacordo quanto a aplicação da disciplina eclesiástica. O grupo dissidente organizou uma nova denominação, a Igreja Presbiteriana Reformada de Cristo.

## Doutrina
A denominação defende o Criacionismo da Terra Jovem